# نادر الغندري
نادر الغندري (بالفرنسية: Nader Ghandri)‏ (مواليد 18 فبراير - 1995) هو لاعب كرة قدم تونسي يلعب مع نادي أحمد غروزني الروسي.

## بداياته
ولد الغندري في أوبارفيلييه، وبدأ مسيرته مع عدد من الأندية التي تتخذ من باريس مقراً لها، حيث يلعب مع نادي إيفري ونادي النجم الأحمر سانت أوين ونادي درانسي.  في عام 2013 وقع عقدًا لمدة عامين مع نادي أرليه أفينيون الذي يلعب في الدوري الفرنسي الدرجة الثانية.

## المشاركة الدولية
في عام 2015 كان الغندري أحد لاعبي المنتخب الوطني التونسي تحت 23 عامًا في كأس الأمم الأفريقية تحت 23 عامًا (2015) في السنغال، حيث شارك في مباريتين.
شارك لأول مرة مع منتخب تونس الوطني لكرة القدم في 7 يونيو 2019 في مباراة ودية ضد العراق.

## وصلات خارجية
- نادر الغندري على موقع قاعدة بيانات كرة القدم.إي يو (الإنجليزية)
- نادر الغندري على موقع ناشيونال فوتبول تيمز (الإنجليزية)
- نادر الغندري على موقع Soccerway.com (الإنجليزية)
- نادر الغندري على موقع عالم كرة القدم.نت (الإنجليزية)

- نادر الغندري  على سكروي
- نادر الغندري على فرق كرة القدم الوطنية.كوم